# Solanum trifidum
Solanum trifidum là loài thực vật có hoa trong họ Cà. Loài này được Correll miêu tả khoa học đầu tiên năm 1950.